# J2 League 2020
Die J2 League 2020 war die 22. Spielzeit der zweiten Division der japanischen J.League. An ihr nahmen 22 Vereine teil.

## Modus
Die 22 Mannschaften der J2 League spielen ihren Meister in einem Doppelrundenturnier im Kalenderjahr aus, wobei jedes Team in einem Hin- und Rückspiel gegeneinander antritt, sodass jede Mannschaft am Saisonende 42 Spiele absolviert hat. Die ersten beiden Mannschaften steigen in die J1 League auf, die Mannschaften vom dritten bis zum sechsten Tabellenplatz qualifizieren sich für die Aufstiegsplayoffs, dessen Gewinner gegen den 16. der J1 League um den Aufstieg bzw. Verbleib in der J1 League spielt.
Die beiden letztplatzierten Mannschaften steigen am Ende der Saison in die drittklassige J3 League ab.
Ermittelt wird die Tabelle anhand der folgenden Kriterien:
1. Anzahl der erzielten Punkte
2. Tordifferenz
3. Direkter Vergleich der punktgleichen Teams
4. Anzahl der Siege
5. Erzielte Tore
6. Anzahl der Foulpunkte
7. Losentscheid

Aufgrund der COVID-19-Pandemie in Japan entschied die Japan Football Association, dass es in dieser Saison keine Aufstiegsplayoffs und keine Absteiger geben wird. Damit wird die Liga zur kommenden Saison einmalig um bis zu zwei Mannschaften auf 24 Teams aufgestockt. Die genaue Zahl hängt vom J2-Lizenzerhalt der beiden Erstplatzierten der J3 League ab.

## Mannschaften
| Team                | Stadt                        | Heimstadion                           |
| ------------------- | ---------------------------- | ------------------------------------- |
| Montedio Yamagata   | Tendō, Yamagata              | ND Soft Stadium                       |
| Mito Hollyhock      | Mito, Ibaraki                | K's denki Stadium                     |
| Tochigi SC          | Utsunomiya, Tochigi          | Tochigi Green Stadium                 |
| Omiya Ardija        | Omiya-ku in Saitama, Saitama | NACK5 Stadium Ōmiya                   |
| JEF United Chiba    | Chiba & Ichihara, Chiba      | Fukuda Denshi Arena                   |
| Matsumoto Yamaga    | Matsumoto, Nagano            | Sunpro Alwin Stadium                  |
| Tokyo Verdy         | Tokio                        | Ajinomoto Stadium                     |
| FC Machida Zelvia   | Machida, Tokio               | Machida-GION-Stadion                  |
| Júbilo Iwata        | Iwata, Shizuoka              | Yamaha Stadium Shizuoka-Ecopa-Stadion |
| Ventforet Kofu      | Kofu, Yamanashi              | Yamanashi Chuo Bank Stadium           |
| Albirex Niigata     | Niigata, Niigata             | Denka Big Swan Stadium                |
| Zweigen Kanazawa    | Kanazawa, Ishikawa           | Ishikawa Athletics Stadium            |
| Giravanz Kitakyushu | Kitakyūshū, Fukuoka          | Mikuni World Stadium Kitakyūshū       |
| Kyōto Sanga         | Kyōto, Kyōto                 | Nishikyōgoku Athletic Stadium         |
| Fagiano Okayama     | Okayama, Okayama             | City Light Stadium                    |
| Renofa Yamaguchi FC | Yamaguchi, Yamaguchi         | Ishin Me-Life Stadium                 |
| Tokushima Vortis    | Tokushima, Tokushima         | Pocari Sweat Stadium                  |
| Ehime FC            | Matsuyama, Ehime             | Ningineer Stadium                     |
| Avispa Fukuoka      | Fukuoka, Fukuoka             | Level-5 Stadium                       |
| V-Varen Nagasaki    | Nagasaki, Nagasaki           | Transcosmos Stadium Nagasaki          |
| Thespakusatsu Gunma | Kusatsu, Gunma               | Shoda Shoyu Stadium Gunma             |
| FC Ryukyu           | Okinawa, Okinawa             | Tapic Kenso Hiyagon Stadium           |

## Ausländische Spieler
| Mannschaft                | Spieler 1      | Spieler 2           | Spieler 3                 | Spieler 4        | Spieler 5        | Spieler 6        | Ehemalige Spieler          |
| ------------------------- | -------------- | ------------------- | ------------------------- | ---------------- | ---------------- | ---------------- | -------------------------- |
| Montedio Yamagata         | Vinícius       | Min Seong-jun       |                           |                  |                  |                  |                            |
| Mito Hollyhock            | Halef Pitbull  |                     |                           |                  |                  |                  |                            |
| Tochigi SC                | Woo Sang-ho    |                     |                           |                  |                  |                  | Han Yong-thae              |
| Thespakusatsu Gunma       |                |                     |                           |                  |                  |                  |                            |
| Ōmiya Ardija              | Nermin Haskić  | Vitālijs Maksimenko | Filip Kljajić             | Ippei Shinozuka  | Ibba Laajab      |                  |                            |
| JEF United Ichihara Chiba | Alan Pinheiro  | Kléber              | Jang Min-gyu              | Jason Geria      | Hebert           |                  |                            |
| Tokyo Verdy               | Leandro        | Klebinho            | Matheus Vidotto           |                  |                  |                  |                            |
| FC Machida Zelvia         | Alen Mašović   | Ri Han-jae          | Dorian Babunski           | Jeong Chung-geun | Stefan Šćepović  | Erick Noriega    |                            |
| Ventforet Kofu            | Dudú           | Junior Barros       | Rafael Marques            |                  |                  |                  |                            |
| Matsumoto Yamaga FC       | Augusto César  | Serginho            | Álvaro                    | Jael             | Han Yong-thae    | Esmaël Gonçalves |                            |
| Albirex Niigata           | Jong Tae-se    | Silvinho            | Gonzalo González          | Pedro Manzi      | Mauro dos Santos |                  | Fábio                      |
| Zweigen Kanazawa          | Rodolfo        | Lucão               |                           |                  |                  |                  |                            |
| Júbilo Iwata              | Lulinha        | Lukian              | Juan Forlín               | Fozil Musayev    |                  |                  |                            |
| Kyōto Sanga               | Renan Mota     | Juninho             | Jordy Buijs               | Peter Utaka      |                  |                  |                            |
| Fagiano Okayama           | Paulinho       | Lee Yong-jae        | Yu Yong-hyeon             | Choi Jung-won    | Hadi Fayyadh     |                  | Léo Mineiro Lee Kyeong-tae |
| Renofa Yamaguchi FC       | Renan          | Henik               | Iury                      | Sandro           |                  |                  |                            |
| Tokushima Vortis          | Diego          | Dušan Cvetinović    |                           |                  |                  |                  |                            |
| Ehime FC                  | Sisinio        |                     |                           |                  |                  |                  |                            |
| Avispa Fukuoka            | Douglas Grolli | Jon Ander Serantes  | Carlos Gutiérrez González | Juanma Delgado   | Emil Salomonsson |                  |                            |
| Giravanz Kitakyūshū       |                |                     |                           |                  |                  |                  |                            |
| V-Varen Nagasaki          | Caio César     | Freire              | Luan                      | Víctor Ibarbo    | Edigar Junio     |                  |                            |
| FC Ryūkyū                 | Tavares        | Danny Carvajal      | Lee Ji-seong              | Lee Yong-jick    |                  |                  |                            |

## Trainer
| Verein              | Cheftrainer                       |
| ------------------- | --------------------------------- |
| Montedio Yamagata   | Kiyotaka Ishimaru                 |
| Mito HollyHock      | Tadahiro Akiba                    |
| Tochigi SC          | Kazuaki Tasaka                    |
| Thespakusatsu Gunma | Ryōsuke Okuno                     |
| Omiya Ardija        | Takuya Takagi                     |
| JEF United Chiba    | Yoon Jong-hwan                    |
| Tokyo Verdy         | Hideki Nagai                      |
| FC Machida Zelvia   | Ranko Popović                     |
| Ventforet Kofu      | Akira Itō                         |
| Matsumoto Yamaga FC | Keiichirō Nuno → Kei Shibata      |
| Albirex Niigata     | Albert Puig                       |
| Zweigen Kanazawa    | Masaaki Yanagishita               |
| Júbilo Iwata        | Fernando Jubero → Masakazu Suzuki |
| Kyoto Sanga FC      | Noritada Saneyoshi                |
| Fagiano Okayama     | Kenji Arima                       |
| Renofa Yamaguchi FC | Masahiro Shimoda                  |
| Tokushima Vortis    | Ricardo Rodríguez                 |
| Ehime FC            | Kenta Kawai                       |
| Avispa Fukuoka      | Shigetoshi Hasebe                 |
| Giravanz Kitakyushu | Shinji Kobayashi                  |
| V-Varen Nagasaki    | Makoto Teguramori                 |
| FC Ryukyu           | Yasuhiro Higuchi                  |

## Spieler
| Verein              | Spieler |
| ------------------- | --- |
| Montedio Yamagata   | Naoki Kuriyama (8/0), Kai Miki (16/0), Hiroki Noda (34/1), Takumi Yamada (40/0), Ken’ya Okazaki (27/1), Hayata Komatsu (18/0), Vinicius Araujo (37/14), Atsutaka Nakamura (18/2), Yūya Yamagishi (23/6), Shūhei Ōtsuki (40/7), Takuya Honda (18/0), Toshiaki Miyamoto (4/0), Shūto Kitagawa (21/2), Shun Nakamura (38/5), Shūto Minami (37/2), Ryōta Matsumoto (33/0), Taiki Katō (35/3), Masatoshi Kushibiki (19/0), Shunta Nakamura (1/0), Yūta Kumamoto (39/2), Rui Sueyoshi (31/1), Akihiro Satō (13/0), Riku Handa (15/0), Jun’ya Takahashi (6/1), Masahito Onoda (11/0), Hirofumi Yamauchi (1/0), Ryōma Watanabe (39/7), Eisuke Fujishima (11/0), Taiga Maekawa (17/3)                                                                                                  |
| Mito HollyHock      | Kōji Homma (1/0), Jelani Reshaun Sumiyoshi (27/1), Yōta Maejima (36/4), Boniface Nduka (37/4), Yūji Kimura (23/1), Yūichi Hirano (24/0), Kōta Yamada (35/3), Akira Andō (27/0), Masato Nakayama (38/13), Kazuma Yamaguchi (35/15), Kōichi Murata (16/2), Shōhei Kishida (23/0), Kōya Okuda (37/4), Yūshi Yamaya (12/1), Ryōsuke Kawano (18/0), Shumpei Fukahori (20/5), Yūto Mori (32/2), Ayumi Niekawa (20/0), Shūhei Takizawa (8/0), Ryō Toyama (34/1), Jun’ya Hosokawa (24/0), Yūto Hiratsuka (24/2), Kaito Hirata (2/0), Kai Matsuzaki (33/1), Takaya Inui (15/0), Stevia Egbus Mikuni (4/0), Yoshitake Suzuki (9/1), Halef Pitbull (34/8), Ken’ya Matsui (21/0) |
| Tochigi SC          | Shūhei Kawata (22/0), Ryōta Takasugi (21/0), Yūdai Iwama (32/1), Kazuki Segawa (40/0), Kazunori Kan (1/0), Takahiro Akimoto (40/7), Sergio Escudero (30/0), Tasuku Hiraoka (2/0), Woo Sang-ho (17/0), Yūki Nishiya (35/2), Yūshi Mizobuchi (34/0), Shōta Sakaki (22/4), Ren Yamamoto (31/2), Toshiki Mori (38/5), Kōki Ōshima (35/1), Han Yong-thae (9/1), Jun’ya Ōsaki (10/1), Hitoshi Shiota (12/0), Yasutaka Yanagi (35/6), Tatsuya Wada (5/0), Shō Satō (35/0), Kishō Yano (37/7), Masaya Tashiro (41/3), Hayato Kurosaki (26/0), Kōtarō Arima (21/1), Sora Kobori (1/0), Keita Ide (2/0), Powell Obinna Obi (9/0) |
| Thespakusatsu Gunma | Keiki Shimizu (32/0), Tetsuya Funatsu (32/0), Jun’ya Suzuki (7/0), Daihachi Okamura (42/2), Nanasei Iino (28/2), Jun’ya Katō (31/4), Yūzō Iwakami (40/1), Shōhei Okada (2/0), Shōta Aoki (33/2), Toshiya Tanaka (42/7), Ryōhei Hayashi (36/2), Sō Hirao (27/0), Justin Toshiki Kinjō (13/1), Kōhei Shin (30/2), Tomoyuki Shiraishi (15/2), Shūhei Matsubara (10/0), Gō Iwase (5/0), Yūya Mitsunaga (3/0), Masaya Kojima (30/1), Kōdai Watanabe (21/0), Masaki Miyasaka (37/3), Yūkō Takase (23/0), Tatsuya Uchida (31/1), Yūto Nakayama (12/0), Yūki Kawakami (17/1), Genki Ōmae (35/8) |
| Omiya Ardija        | Takashi Kasahara (20/0), Hiroyuki Kōmoto (20/0), Vitalijs Maksimenko (17/0), Toshiki Ishikawa (7/0), Akinari Kawazura (18/0), Yūta Mikado (31/0), Shunsuke Kikuchi (23/2), Atsushi Kurokawa (37/7), Kanji Okunuki (23/5), Daisuke Watabe (24/1), Takashi Kondō (15/0), Keisuke Ōyama (18/1), Nermin Haskic (12/1), Ippei Shinozuka (27/3), Ibba (13/1), Noriyoshi Sakai (5/0), Hijiri Onaga (32/2), Keisuke Nishimura (34/1), Kazuma Takayama (11/0), Masato Kojima (34/3), Akira Toshima (27/3), Takamitsu Tomiyama (29/4), Kento Kawata (2/0), Shōi Yoshinaga (3/0), Sōya Takada (13/0), Shintarō Shimada (13/1), Filip Kljajic (22/0), Masahito Ono (35/3), Kōhei Yamakoshi (17/0), Masayuki Yamada (12/1), Ryōta Aoki (10/0), Masaya Shibayama (1/0), Hiroto Hatao (30/2) |
| JEF United Chiba    | Shōta Arai (42/0), Geria (22/2), Jun Okano (10/0), Taishi Taguchi (31/2), Tatsuya Masushima (18/2), Yūsuke Tasaka (10/0), Yūki Horigome (23/2), Kleber (27/7), Takayuki Funayama (35/3), Hisato Satō (10/2), Hirotaka Tameda (30/0), Shūto Kojima (20/0), Jang Min-gyu (31/0), Kōji Toriumi (31/1), Ikki Arai (22/1), Andrew Kumagai (21/0), Asahi Yada (27/0), Alan Pinheiro (25/3), Kōhei Kudō (6/0), Keita Yamashita (34/7), Issei Takahashi (21/3), Michihiro Yasuda (31/1), Takeaki Hommura (12/0), Tomoya Miki (33/1), Solomon Sakuragawa (13/2), Kengo Kawamata (27/6), Takumi Shimohira (14/0), Kōki Yonekura (22/2) |
| Tokyo Verdy         | Takahiro Shibasaki (5/0), Masashi Wakasa (38/2), Naoya Kondō (17/1), Naoto Sawai (11/0), Tomohiro Taira (41/2), Shōhei Takahashi (29/2), Hiroki Kawano (4/0), Kan’ya Fujimoto (8/1), Yūhei Satō (41/7), Leandro (1/0), Haruya Ide (35/2), Yoshito Ōkubo (19/0), Kōki Morita (39/0), Masaomi Nakano (1/0), Takayuki Fukumura (33/0), Klebinho (18/0), Mizuki Arai (11/1), Junki Koike (41/7), Shion Inoue (38/4), Rihito Yamamoto (35/1), Yūta Narawa (24/0), Jin Hanato (25/6), Mahiro Ano (2/0), Matheus (37/0), Yūan Matsuhashi (18/0), Taiga Ishiura (3/0), Seiya Baba (3/0), Joel Chima Fujita (41/3), Ryōya Yamashita (41/8) |
| FC Machida Zelvia   | Yōta Akimoto (29/0), Masayuki Okuyama (41/1), Naoki Ōtani (1/0), Hiroki Mizumoto (41/1), Kōta Fukatsu (41/0), Ri Han-jae (4/0), Masovic (22/1), Jeong Chung-geun (25/2), Stefan (31/1), Taiki Hirato (42/9), Yūki Okada (33/4), Kaina Yoshio (33/3), Yūdai Inoue (11/0), Mizuki Andō (33/7), Leo Takae (41/3), Shūta Doi (13/0), Dorian Babunski (12/0), Itsuki Oda (38/3), Ryūsuke Sakai (25/0), Kaishū Sano (41/1), Misaki Haruyama (2/0), Ryūjoseph Hashimura (6/0), Kōta Morimura (14/0), Yūki Nakashima (33/1), Kōki Fukui (13/0), Noriega Erick (7/0) |
| Ventforet Kofu      | Kōhei Kawata (6/0), Masato Fujita (21/0), Tatsushi Koyanagi (32/2), Hideomi Yamamoto (34/0), Yūta Imazu (36/2), Hideyuki Nozawa (25/0), Riku Nakayama (14/3), Ryōhei Arai (29/1), Rafael (23/2), Dudu (27/10), Jin Izumisawa (28/3), Shōhei Takeda (34/3), Ryōtarō Nakamura (26/3), Riki Matsuda (36/4), Hidetaka Kanazono (21/1), Shūsuke Ōta (31/6), Jumma Miyazaki (20/1), Daiki Nakashio (22/0), Shō Araki (28/1), Riku Yamada (25/1), Iwana Kobayashi (8/0), Yūki Hashizume (4/0), Junior Barros (10/4), Kōsuke Okanishi (36/0), Keita Irumagawa (1/0), Yūto Koizumi (1/0), Motoki Hasegawa (2/0), Masahiro Sekiguchi (2/0), Hidehiro Sugai (2/0), Kenta Uchida (30/2), Mendes (7/0), Mike Havenaar (14/0)                                                               |
| Matsumoto Yamaga FC | Kentarō Kakoi (15/0), Nobuhisa Urata (24/0), Hayuma Tanaka (18/0), Takayuki Mae (24/1), Ibuki Fujita (25/0), Isma (6/0), Tarō Sugimoto (36/5), Jael (14/1), Serginho (33/9), Toyofumi Sakano (42/9), Han Yong-thae (6/0), Keiya Nakami (22/1), Reiya Morishita (15/1), Tomohiko Murayama (27/0), Kōki Tsukagawa (29/9), Akito Takagi (12/0), Ryūhei Yamamoto (8/0), Alvaro Rodrigues (10/0), Augusto (12/0), Shūsuke Yonehara (19/0), Masaya Yoshida (6/0), Itsuki Enomoto (3/0), Masaki Yamamoto (11/0), Yūto Suzuki (41/3), Kaiga Murakoshi (2/0), Manato Yamada (1/0), Yūya Hashiuchi (25/0), Yūya Ōno (28/1), Daichi Inui (16/1), Kazuhiro Satō (17/0), Toshiya Takagi (16/0), Kazune Kubota (25/0), Ryō Takahashi (19/1), Masato Tokida (31/1), Kōhei Hattori (13/0)     |
| Albirex Niigata     | Naoto Arai (25/0), Mauro (40/3), Michael James (38/1), Hiroki Akiyama (15/0), Takuya Ogiwara (24/0), Silvinho (23/3), Fabio (19/5), Shion Homma (40/7), Arata Watanabe (20/7), Motohiko Nakajima (35/5), Tatsuya Tanaka (7/0), Gonzalo Gonzalez (12/0), Akito Fukuta (19/0), Pedro Manzi (8/0), Yuzuru Shimada (37/0), Ryōsuke Kojima (22/0), Frank Romero (29/5), Yūki Ōmoto (23/1), Fumiya Hayakawa (30/0), Shunsuke Mori (1/0), Yūto Horigome (33/3), Yoshiaki Takagi (35/1), Ken Yamura (19/1), Kazuki Fujita (21/0), Chong Te-se (26/9), Daichi Tagami (30/3) |
| Zweigen Kanazawa    | Masayuki Yamada (3/0), Yūji Sakuda (23/0), Ryōga Ishio (41/1), Hisashi Ōhashi (29/0), Towa Yamane (24/3), Keita Fujimura (38/1), Lucao (24/10), Kyōhei Sugiura (41/8), Ryūhei Ōishi (6/1), Masahiro Kaneko (17/0), Taiki Watanabe (27/0), Toshiya Motozuka (29/1), Mutsuki Katō (42/13), Ryō Kubota (32/1), Raisei Shimazu (36/9), Megumu Nishida (9/0), Ryō Ishii (6/0), Yūto Shirai (36/0), Takumi Hasegawa (31/1), Takayuki Takayasu (33/0), Tomonobu Hiroi (27/2), Rodolfo (25/3), Rikito Sugiura (20/0), Hayate Sugii (13/0), Yōta Shimokawa (26/1) |
| Júbilo Iwata        | Naoki Hatta (27/0), Yasuyuki Konno (6/0), Kentarō Ōi (25/3), Nagisa Sakurauchi (16/0), Rikiya Uehara (38/2), Kōtarō Ōmori (41/4), Kōki Ogawa (32/9), Hiroki Yamada (40/3), Lukian (31/10), Tomohiko Miyazaki (15/0), Masaya Matsumoto (36/2), Hiroki Itō (37/2), Seiya Nakano (33/8), Musaev (5/0), Naoto Miki (15/2), Lulinha (26/5), Daichi Sugimoto (8/0), Sō Nakagawa (3/1), Kōsuke Yamamoto (41/1), Daiki Ogawa (41/1), Kotarō Fujikawa (18/2), Mahiro Yoshinaga (5/0), Ryōma Ishida (5/0), Kakeru Funaki (6/0), Naoya Seita (3/0), Kō Shimura (7/0), Yoshiaki Fujita (21/0), Takeaki Harigaya (7/0), Norimichi Yamamoto (22/0), Shun Ōbu (8/0), Kaito Suzuki (6/0), Yasuhito Endō (15/2)                                                                                |
| Kyoto Sanga FC      | Takahiro Iida (37/0), Kyōhei Kuroki (26/0), Yūki Honda (28/0), Renan Mota (9/0), Daigo Araki (28/0), Peter Utaka (40/22), Yoshihiro Shōji (41/1), Yutaka Soneda (27/3), Takumi Miyayoshi (22/1), Kazaki Nakagawa (14/2), Keiya Sentō (19/6), Jun Andō (27/1), Juninho (13/1), Ryūnosuke Noda (36/4), Shōgo Asada (8/0), Tadanari Lee (5/0), Keisuke Shimizu (15/0), Teppei Yachida (23/0), Jordy Buijs (39/2), Sōta Kawasaki (16/0), Katsunori Ueebisu (15/0), Kōhei Tomita (8/0), Katsuya Nakano (14/2), Yōsuke Ishibitsu (17/0), Shimpei Fukuoka (36/1), Sōichirō Kōzuki (11/0), Tomoya Wakahara (27/0), Kazuma Nagai (3/0), Masato Kurogi (6/0), Jun Kanakubo (22/1), Ryōta Moriwaki (17/0)                                                                                |
| Fagiano Okayama     | Keita Gotō (21/0), Mizuki Hamada (40/1), Kōhei Kiyama (4/0), Eiji Shirai (38/4), Yūsuke Tanaka (22/0), Lee Yong-jae (27/6), Makoto Mimura (14/1), Junki Kanayama (2/0), Kōta Ueda (41/4), Hiroki Yamamoto (42/6), Kenji Sekido (39/0), Kazuki Saitō (36/3), Satoki Uejō (42/7), Choi Jung-won (9/0), Kenta Mukuhara (36/0), William Popp (40/0), Shunnosuke Matsuki (17/0), Shingo Akamine (31/0), Tatsuhiko Noguchi (27/1), Paulinho (27/1), You Yong-hyeon (2/0), Wakaba Shimoguchi (18/0), Tomoya Fukumoto (5/0), Kaito Abe (5/0), Carlos Duke (9/0), Kōsuke Masutani (1/0), Shūhei Tokumoto (36/2), Shintarō Shimizu (24/3) |
| Renofa Yamaguchi FC | Mizuki Hayashi (4/0), Kōsuke Kikuchi (19/1), Renan (31/4), Sandro (10/1), Kentarō Satō (18/0), Takahiro Kō (41/1), Paulo Jun’ichi Tanaka (31/1), Kazuya Murata (13/0), Iury (31/9), Jōji Ikegami (40/1), Kazuma Takai (42/11), Takumi Kusumoto (10/0), Ryōhei Yoshihama (13/0), Kensei Ukita (33/7), Daisuke Yoshimitsu (20/0), Ren Komatsu (37/3), Kōta Mori (31/0), Takeru Kiyonaga (5/0), Shuntarō Koga (1/0), Kazuki Anzai (29/0), Ayumu Kawai (27/0), Hikaru Manabe (27/0), Riku Tanaka (31/1), Henik (30/2), Genki Yamada (18/0), Kōta Kawano (19/1), Yūto Takeoka (19/0), Kento Hashimoto (10/0), Tsubasa Umeki (5/0) |
| Tokushima Vortis    | Taiki Tamukai (28/0), Dusan (12/1), Diego (15/1), Hidenori Ishii (39/0), Kōhei Uchida (38/1), Yūdai Konishi (31/3), Ken Iwao (42/6), Atsushi Kawata (37/9), Masaki Watai (38/6), Yatsunori Shimaya (7/0), Kōki Kiyotake (20/3), Yūki Oshitani (5/0), Takeru Kishimoto (39/2), Daiki Enomoto (3/0), Akihiro Satō (12/1), Yūki Kakita (42/17), Shōta Fukuoka (27/0), Naoto Kamifukumoto (37/0), Seiya Fujita (36/1), Tokuma Suzuki (38/0), Kazuki Nishiya (42/8), Takashi Abe (4/0), Tōru Hasegawa (6/0), Akira Hamashita (8/1), Ryōta Kajikawa (15/0), Kōki Sugimori (34/3) |
| Ehime FC            | Masahiro Okamoto (37/0), Kōsuke Yamazaki (34/0), Taishi Nishioka (26/4), Daiki Nishioka (22/1), Takanori Maeno (38/0), Sisinio (1/0), Shigeru Yokotani (31/2), Yōichi Naganuma (39/2), Kōki Arita (36/7), Yoshiki Fujimoto (17/0), Kentarō Moriya (40/0), Shūya Iwai (3/0), Makito Yoshida (18/2), Shion Niwa (42/6), Hiroto Tanaka (29/0), Daiki Kogure (22/0), Gō Nishida (12/0), Kyōji Kutsuna (27/3), Rikiya Motegi (40/2), Taichi Katō (4/0), Shūma Mihara (15/1), Jurato Ikeda (10/1), Yūji Takeshima (1/0), Sasuga Kiyokawa (16/0), Takumu Kawamura (39/6), Shūgo Tsuji (1/0), Haruki Yoshida (1/0), Kōji Yamase (32/1), Kazuhito Watanabe (28/0) |
| Avispa Fukuoka      | Serantes (26/0), Masato Yuzawa (26/0), Emil Salomonsson (39/2), Carlos Gutierrez (5/0), Hiroyuki Mae (30/1), Takuya Shigehiro (19/1), Jun Suzuki (19/1), Juanma Delgado (34/8), Hisashi Jōgo (25/1), Yūya Yamagishi (17/3), Kōki Kido (26/2), Asahi Masuyama (36/5), Takayuki Morimoto (3/0), Daisuke Ishizu (26/4), Takaki Fukumitsu (26/2), Toshiki Tōya (13/0), Sōtan Tanabe (20/1), Kennedy Egbus Mikuni (19/1), Takumi Yamanoi (1/0), Naoki Wako (34/0), Rikihiro Sugiyama (2/0), Kaito Kuwahara (2/0), Yūji Kitajima (8/0), Daiya Tōno (41/11), Masaaki Murakami (14/0), Douglas Groli (28/2), Daisuke Kikuchi (16/0), Kōjirō Shinohara (12/0), Taishi Matsumoto (25/1), Yūta Fujii (9/0), Takumi Kamijima (41/2)                                                       |
| Giravanz Kitakyushu | Takuya Takahashi (2/0), Hiroto Arai (5/0), Kenta Fukumori (36/1), Ryū Kawakami (22/0), Kazuya Okamura (28/1), Ryō Satō (26/3), Yōhei Naitō (6/0), Akira Silvano Disaro (35/18), Daigo Takahashi (41/9), Tomoki Ikemoto (16/1), Takayuki Arakaki (32/4), Wataru Noguchi (27/1), Kōta Muramatsu (40/0), Kōken Katō (36/0), Shūto Machino (32/7), Yūdai Nagano (13/0), Takashi Kawano (10/0), Sōya Fujiwara (29/3), Sōta Satō (3/0), Jin Ikoma (13/0), Shintarō Kokubu (33/2), Toshiki Onozawa (10/0), Kunitomo Suzuki (41/6), Yoshiki Satō (2/0), Kengo Nagai (40/0), Takuya Nagata (25/1), Takeaki Harigaya (12/0), Naoki Tsubaki (34/2) |
| V-Varen Nagasaki    | Masaya Tomizawa (1/0), Masashi Kamekawa (28/1), Freire (24/1), Takuma Shikayama (14/0), Makoto Kakuda (25/1), Masakazu Yoshioka (14/1), Ryōta Isomura (12/1), Cayman Togashi (34/7), Luan (31/6), Keiji Tamada (25/6), Masaru Katō (32/1), Takumi Nagura (27/5), Seiya Maikuma (36/3), Hiroki Akino (40/0), Ryōma Kida (32/4), Takashi Sawada (26/2), Yōhei Ōtake (24/5), Tōru Takagiwa (19/0), Yūhei Tokunaga (10/1), Shun'ya Yoneda (26/1), Yūsei Egawa (11/0), Edigar Junio (11/5), Hiroshi Futami (35/0), Ryō Niizato (1/0), Junki Hata (29/5), Kenta Tokushige (23/0), Victor Ibarbo (22/3), Asahi Uenaka (2/0), Honoya Shōji (7/0), Caio Cesar (40/6) |
| FC Ryukyu           | Danny Carvajal (28/0), Yūya Torikai (22/0), Ryōji Fukui (19/0), Ryōhei Okazaki (5/0), Felipe Tavares (4/0), Kōki Kazama (31/2), Shinji Ono (14/0), Kōya Kazama (42/10), Lee Yong-jick (38/0), Yū Tomidokoro (16/0), Keita Tanaka (34/2), Shūto Kawai (35/4), Keigo Numata (39/3), Tetsuya Chinen (11/1), Takuma Abe (31/13), Kazuki Yamaguchi (22/0), Takuya Hitomi (8/1), Kazumasa Uesato (42/2), Shin’ya Uehara (30/6), Ren Ikeda (38/4), Daisei Suzuki (21/0), Junto Taguchi (14/0), Shunsuke Motegi (21/1), Yoshio Koizumi (38/6), Mizuki Ichimaru (27/0), Makito Uehara (15/1) |

## Statistiken

### Tabelle
| Pl.                    | Verein                  | Sp. | S  | U  | N  | Tore    | Diff. | Punkte |
| ---------------------- | ----------------------- | --- | -- | -- | -- | ------- | ----- | ------ |
| 1.                     | Tokushima Vortis        | 42  | 25 | 9  | 8  | 067:330 | +34   | 84     |
| 2.                     | Avispa Fukuoka          | 42  | 25 | 9  | 8  | 051:290 | +22   | 84     |
| 3.                     | V-Varen Nagasaki        | 42  | 23 | 11 | 8  | 066:390 | +27   | 80     |
| 4.                     | Ventforet Kofu          | 42  | 16 | 17 | 9  | 050:410 | +9    | 65     |
| 5.                     | Giravanz Kitakyushu (N) | 42  | 19 | 8  | 15 | 059:510 | +8    | 65     |
| 6.                     | Júbilo Iwata (A)        | 42  | 16 | 15 | 11 | 058:470 | +11   | 63     |
| 7.                     | Montedio Yamagata       | 42  | 17 | 11 | 14 | 059:420 | +17   | 62     |
| 8.                     | Kyoto Sanga             | 42  | 16 | 11 | 15 | 047:450 | +2    | 59     |
| 9.                     | Mito Hollyhock          | 42  | 16 | 10 | 16 | 068:620 | +6    | 58     |
| 10.                    | Tochigi SC              | 42  | 15 | 13 | 14 | 041:390 | +2    | 58     |
| 11.                    | Albirex Niigata         | 42  | 14 | 15 | 13 | 055:550 | ±0    | 57     |
| 12.                    | Tokyo Verdy             | 42  | 13 | 15 | 14 | 048:480 | ±0    | 54     |
| 13.                    | Matsumoto Yamaga (A)    | 42  | 13 | 15 | 14 | 044:520 | −8    | 54     |
| 14.                    | JEF United Chiba        | 42  | 15 | 8  | 19 | 047:510 | −4    | 53     |
| 15.                    | Omiya Ardija            | 42  | 14 | 11 | 17 | 043:520 | −9    | 53     |
| 16.                    | FC Ryukyu               | 42  | 14 | 8  | 20 | 058:610 | −3    | 50     |
| 17.                    | Fagiano Okayama         | 42  | 12 | 14 | 16 | 039:490 | −10   | 50     |
| 18.                    | Zweigen Kanazawa        | 42  | 12 | 13 | 17 | 057:670 | −10   | 49     |
| 19.                    | FC Machida Zelvia       | 42  | 12 | 13 | 17 | 041:520 | −11   | 49     |
| 20.                    | Thespakusatsu Gunma (N) | 42  | 15 | 4  | 23 | 040:620 | −22   | 49     |
| 21.                    | FC Ehime                | 42  | 8  | 10 | 24 | 038:680 | −30   | 34     |
| 22.                    | Renofa Yamaguchi FC     | 42  | 9  | 6  | 27 | 043:740 | −31   | 33     |
| Stand: Ende der Saison |                         |     |    |    |    |         |       |        |

| Zum Saisonende 2020:                                             |                                                                             |
| Aufstieg in die J1 League 2021: Tokushima Vortis, Avispa Fukuoka |                                                                             |
|                                                                  |                                                                             |
| Zum Saisonende 2019:                                             |                                                                             |
| (A)                                                              | Absteiger aus der J1 League 2019: Matsumoto Yamaga, Júbilo Iwata            |
| (N)                                                              | Aufsteiger aus der J3 League 2019: Giravanz Kitakyushu, Thespakusatsu Gunma |

### Kreuztabelle
Die Kreuztabelle stellt die Ergebnisse aller Spiele der Saison dar. Die Heimmannschaft ist in der linken Spalte, die Gastmannschaft in der oberen Zeile aufgelistet.
|                           |                   |     |     |     |     |     |     |     |     | MY  |     | ZK  |     |     |     | RY  |     |     |     | GK  | VN  | FR  |
| Montedio Yamagata         |                   | 1:1 | 1:0 | 2:3 | 2:1 | 0:0 | 4:0 | 3:2 | 3:1 | 1:3 | 1:2 | 4:0 | 1:0 | 3:4 | 2:0 | 0:0 | 0:1 | 4:1 | 0:1 | 0:2 | 1:0 | 3:0 |
| Mito Hollyhock            | 1:1               |     | 1:2 | 3:1 | 1:2 | 0:3 | 0:2 | 4:0 | 2:2 | 2:2 | 1:3 | 3:2 | 2:1 | 2:1 | 0:0 | 4:2 | 1:0 | 0:0 | 0:1 | 2:2 | 2:3 | 0:2 |
| Tochigi SC                | 0:1               | 1:3 |     | 2:2 | 1:0 | 1:0 | 1:1 | 2:0 | 0:0 | 1:1 | 0:0 | 0:1 | 1:2 | 1:0 | 2:1 | 2:0 | 0:1 | 0:0 | 0:1 | 2:2 | 0:1 | 4:1 |
| Thespakusatsu Gunma       | 1:4               | 1:3 | 0:1 |     | 1:2 | 1:0 | 0:3 | 0:1 | 1:0 | 1:0 | 0:3 | 0:5 | 2:2 | 0:2 | 2:0 | 2:1 | 2:3 | 1:0 | 0:1 | 1:2 | 1:2 | 0:1 |
| Ōmiya Ardija              | 1:1               | 2:1 | 0:0 | 2:0 |     | 0:0 | 1:0 | 0:0 | 1:2 | 1:0 | 3:1 | 1:0 | 2:2 | 1:0 | 1:1 | 3:1 | 1:2 | 3:3 | 0:1 | 1:4 | 0:0 | 0:3 |
| JEF United Ichihara Chiba | 1:5               | 1:5 | 0:1 | 1:2 | 0:1 |     | 1:2 | 0:0 | 1:0 | 3:0 | 1:3 | 2:0 | 1:2 | 0:0 | 2:1 | 1:2 | 1:2 | 1:1 | 2:2 | 2:1 | 0:1 | 1:0 |
| Tokyo Verdy               | 0:0               | 0:1 | 0:0 | 1:3 | 3:1 | 1:1 |     | 1:1 | 4:2 | 3:0 | 1:1 | 2:2 | 0:0 | 2:0 | 0:1 | 2:1 | 1:2 | 0:1 | 1:1 | 1:0 | 0:2 | 0:1 |
| FC Machida Zelvia         | 0:0               | 1:0 | 2:0 | 0:3 | 0:0 | 0:2 | 1:0 |     | 0:0 | 1:2 | 3:3 | 2:2 | 0:0 | 3:0 | 2:0 | 1:0 | 0:1 | 1:2 | 0:0 | 1:1 | 1:1 | 4:2 |
| Ventforet Kofu            | 0:0               | 2:0 | 0:1 | 1:0 | 1:0 | 2:1 | 0:0 | 2:1 |     | 0:1 | 3:3 | 2:1 | 1:1 | 0:0 | 0:2 | 1:1 | 1:1 | 3:2 | 0:2 | 3:2 | 2:0 | 1:0 |
| Matsumoto Yamaga FC       | 1:0               | 2:2 | 0:0 | 2:0 | 1:1 | 2:3 | 1:1 | 0:2 | 1:1 |     | 3:1 | 0:1 | 0:0 | 0:0 | 1:0 | 2:1 | 1:3 | 2:0 | 1:0 | 1:2 | 2:2 | 1:6 |
| Albirex Niigata           | 1:1               | 1:0 | 2:2 | 1:2 | 1:1 | 0:2 | 2:2 | 4:0 | 1:1 | 1:0 |     | 3:5 | 1:3 | 1:1 | 1:1 | 2:1 | 0:1 | 0:3 | 1:2 | 1:0 | 2:2 | 1:0 |
| Zweigen Kanazawa          | 1:1               | 2:4 | 1:1 | 1:0 | 0:1 | 0:2 | 0:0 | 1:1 | 2:1 | 0:0 | 1:2 |     | 0:1 | 2:0 | 0:0 | 4:2 | 3:4 | 4:3 | 1:2 | 1:4 | 1:1 | 2:1 |
| Júbilo Iwata              | 2:0               | 0:0 | 2:3 | 3:1 | 2:0 | 1:2 | 2:2 | 3:2 | 1:1 | 2:1 | 1:1 | 6:0 |     | 1:2 | 1:1 | 2:1 | 0:2 | 1:1 | 2:1 | 2:0 | 1:0 | 3:0 |
| Kyōto Sanga               | 3:0               | 2:2 | 3:2 | 0:1 | 2:4 | 2:0 | 1:2 | 1:0 | 1:1 | 2:2 | 1:2 | 1:1 | 2:0 |     | 2:1 | 0:1 | 2:0 | 2:1 | 2:0 | 1:0 | 2:1 | 1:0 |
| Fagiano Okayama           | 2:1               | 3:1 | 2:3 | 0:1 | 3:2 | 3:2 | 0:1 | 1:0 | 0:0 | 1:0 | 1:0 | 1:0 | 1:1 | 1:1 |     | 2:2 | 1:1 | 0:1 | 1:1 | 0:2 | 1:2 | 1:2 |
| Renofa Yamaguchi FC       | 0:2               | 1:4 | 0:1 | 1:1 | 1:0 | 1:2 | 2:1 | 0:2 | 0:2 | 2:2 | 1:0 | 1:3 | 3:0 | 1:0 | 1:2 |     | 0:3 | 0:3 | 0:1 | 4:1 | 1:2 | 4:1 |
| Tokushima Vortis          | 1:0               | 1:2 | 2:0 | 2:0 | 1:0 | 0:0 | 3:0 | 3:0 | 0:1 | 1:1 | 0:0 | 1:1 | 3:1 | 1:1 | 0:0 | 4:0 |     | 2:0 | 0:1 | 4:1 | 3:1 | 1:1 |
| Ehime FC                  | 0:1               | 2:1 | 0:1 | 0:1 | 2:1 | 0:2 | 1:4 | 1:2 | 0:2 | 1:2 | 0:0 | 0:0 | 1:2 | 0:1 | 0:1 | 0:0 | 4:3 |     | 0:2 | 0:1 | 1:4 | 1:1 |
| Avispa Fukuoka            | 1:1               | 0:1 | 1:0 | 1:0 | 1:0 | 1:0 | 1:3 | 2:1 | 2:2 | 0:1 | 0:1 | 2:2 | 1:0 | 2:0 | 1:0 | 2:0 | 1:0 | 1:1 |     | 2:0 | 1:2 | 3:1 |
| Giravanz Kitakyūshū       | 2:0               | 0:3 | 1:0 | 0:0 | 1:2 | 3:2 | 2:1 | 2:1 | 0:3 | 0:1 | 2:1 | 2:1 | 2:0 | 0:0 | 1:1 | 2:0 | 2:0 | 3:1 | 0:1 |     | 1:1 | 4:0 |
| V-Varen Nagasaki          | 1:0               | 4:1 | 1:0 | 3:1 | 1:0 | 2:0 | 0:0 | 3:1 | 1:1 | 1:1 | 2:0 | 3:1 | 0:0 | 1:0 | 5:0 | 4:3 | 0:1 | 2:0 | 1:3 | 2:1 |     | 0:1 |
| FC Ryūkyū                 | 1:4               | 3:2 | 2:2 | 0:1 | 5:0 | 0:1 | 4:0 | 0:1 | 1:2 | 2:0 | 0:1 | 0:2 | 2:2 | 2:1 | 1:1 | 1:0 | 1:3 | 6:0 | 1:1 | 1:1 | 1:1 |     |
|                           | Stand: Saisonende |     |     |     |     |     |     |     |     |     |     |     |     |     |     |     |     |     |     |     |     |     |

### Torschützen
| Platz             | Name                 | Mannschaft          | Tore |
| ----------------- | -------------------- | ------------------- | ---- |
| 1.                | Peter Utaka          | Kyōto Sanga         | 22   |
| 2.                | Akira Silvano Disaro | Giravanz Kitakyūshū | 18   |
| 3.                | Yūki Kakita          | Tokushima Vortis    | 17   |
| 4.                | Kazuma Yamaguchi     | Mito Hollyhock      | 15   |
| 5.                | Vinícius             | Montedio Yamagata   | 14   |
| 6.                | Masato Nakayama      | Mito Hollyhock      | 13   |
| 6.                | Takuma Abe           | FC Ryūkyū           | 13   |
| 6.                | Mutsuki Katō         | Zweigen Kanazawa    | 13   |
| 9.                | Kazuma Takai         | Renofa Yamaguchi FC | 11   |
| 9.                | Daiya Tōno           | Avispa Fukuoka      | 11   |
| 11.               | Dudú                 | Ventforet Kofu      | 10   |
| 11.               | Lukian               | Júbilo Iwata        | 10   |
| 11.               | Lucão                | Zweigen Kanazawa    | 10   |
| 11.               | Kōya Kazama          | FC Ryūkyū           | 10   |
| Stand: Saisonende |                      |                     |      |